# Zygmunt Denhoff (zm. 1655)
Zygmunt Denhoff (Dönhoff) herbu własnego (zm. 1655) – rotmistrz husarski, krajczy królowej Polski Ludwiki Marii Gonzagi w latach 1650-1654, poseł na sejm walny, starosta bydgoski w latach 1650–1655, starosta wieluński, sokalski, bolesławski, bohusławski, klonowski, lajski, dźwinogrodzki.

## Życiorys
Był trzecim synem wojewody sieradzkiego Kaspra i Anny Aleksandry Koniecpolskiej. Studiował w Akademii Krakowskiej, którą ukończył w 1637. Tegoż roku ze swym starszym bratem Stanisławem wyjechał w podróż naukową po Francji i Niemczech. Po powrocie do kraju przebywał jakiś czas na dworze Władysława IV, a następnie pod opieką wuja hetmana Stanisława Koniecpolskiego wprawiał się w sztuce wojennej. 
Ostatecznie poświęcił się jednak nie wojsku, a polityce. Był znakomitym mówcą. W 1641 roku został posłem na sejm z województwa sieradzkiego. Poseł na sejm 1642 roku, sejm 1645 roku, sejm 1646 roku. W 1644 roku ojciec odstąpił mu bogate starostwo sokalskie, a w 1645 – starostwa bolesławskie, lajskie i klonowskie. Wyznaczony komisarzem do rady wojennej w 1648 roku. 
Po śmierci Władysława IV należał do zagorzałych zwolenników króla Jana Kazimierza. Poseł na sejm koronacyjny 1649 roku. Czynnie uczestniczył w zwalczaniu buntu Bohdana Chmielnickiego. Walczył pod Konstantynowem i Piławcami, a w 1649 r. pod Zborowem. Po zawarciu ugody Zborowskiej poszedł dobrowolnie do Krymu jako zakładnik chana tatarskiego. Za jego staraniem, popartym własnymi pieniędzmi, wyszło z niewoli tatarskiej wielu polskich jeńców. Poseł sejmiku szadkowskiego na sejm 1650 i sejm zwyczajny 1654 roku.
Po powrocie do kraju w marcu 1650 otrzymał w nagrodę m.in. starostwo bydgoskie, po zmarłym w tym roku kanclerzu Jerzym Ossolińskim. Został również krajczym królowej Marii Ludwiki (1650-1654). W 1651 r. otrzymał starostwo bohusławskie. Uczestniczył w bitwie pod Beresteczkiem. W dalszych wyprawach wojennych ze względu na zły stan zdrowia nie brał już udziału. W 1654 r. otrzymał po zmarłym bracie Stanisławie starostwo wieluńskie.
Będąc człowiekiem prawego charakteru, cieszył się sympatią i zaufaniem szlachty wielkopolskiej. Jako starosta bydgoski, ulegając prośbom rajców miejskich, wydał w lipcu 1652 r. orędzie zezwalające na wznowienie działalności przez Bractwo Strzeleckie w Bydgoszczy. Zmarł w 1655 r. W bydgoskim kościele bernardynów pw. św. Jerzego umieszczono tablicę nagrobną ku jego czci.

## Rodzina
Zygmunt Denhoff był żonaty z Teresą Anną Ossolińską (zw. małżeński 1645), córką kanclerza wielkiego koronnego Jerzego Ossolińskiego, która zmarła w 1651 r. przy porodzie bliźniaków. Mieli czterech synów: Karola Kaspra, kasztelana konarskiego sieradzkiego; Jerzego Albrechta, biskupa i kanclerza; Franciszka Bogusława, kasztelana płockiego; i Stanisława Kazimierza, zmarłego młodo.